# Bowling Green (Missouri)
Bowling Green ist der Verwaltungssitz des Pike County im Nordosten des US-Bundesstaates Missouri. Das U.S. Census Bureau hat bei der Volkszählung 2020 eine Einwohnerzahl von 4195 ermittelt.

## Geografie
Bowling Green liegt auf 39°20'30" nördlicher Breite und 91°12'00" westlicher Länge. Die Stadt erstreckt sich über eine Fläche von 5 km², die ausschließlich aus Landfläche bestehen.
In Bowling Green kreuzen sich die U.S. Highways 61 und 54. Über den Highway 61 sind es in südsüdöstlicher Richtung 137 km bis St. Louis, nach Norden 52 km bis Hannibal, Missouri.
Die Stadt liegt 19 km westlich des Mississippi River, über den der Highway 54 in Louisiana über eine Brücke in den benachbarten Bundesstaat Illinois führt.

## Demografische Daten
Bei der Volkszählung im Jahr 2000 wurde eine Einwohnerzahl von 3260 ermittelt. Diese verteilten sich auf 1290 Haushalte in 798 Familien. Die Bevölkerungsdichte lag bei 648,8/km². Es gab 1.420 Gebäude, was einer Bebauungsdichte von 282,6/km² entspricht.
Die Bevölkerung bestand im Jahr 2000 aus 90,64 % Weißen, 7,67 % Afroamerikanern, 0,12 % Indianern, 0,18 % Asiaten und 0,21 % anderen. 1,17 % gaben an, von mindestens zwei dieser Gruppen abzustammen. 0,74 % der Bevölkerung bestand aus Hispanics, die verschiedenen der genannten Gruppen angehörten.
27,2 % waren unter 18 Jahren, 8,6 % zwischen 18 und 24, 26,6 % von 25 bis 44, 19,3 % von 45 bis 64 und 18,3 % 65 und älter. Das durchschnittliche Alter lag bei 36 Jahren. Auf 100 Frauen kamen statistisch 85,9 Männer, bei den über 18-Jährigen 80,6.
Das durchschnittliche Einkommen pro Haushalt betrug 27.287 $, das durchschnittliche Familieneinkommen 36.619 $. Das Einkommen der Männer lag durchschnittlich bei 28.871 $, das der Frauen bei 18.873 $. Das Pro-Kopf-Einkommen belief sich auf 14.670 $. Rund 10,5 % der Familien und 13,1 % der Gesamtbevölkerung lagen mit ihrem Einkommen unter der Armutsgrenze.

## Söhne und Töchter der Stadt
- Joel Bennett Clark (1890–1954), US-Senator